# Rohoźna
Rohoźna (biał. Рагозна, Rahozna; ros. Рогозно, Rogozno) – wieś na Białorusi, w obwodzie brzeskim, w rejonie żabineckim, w sielsowiecie Leninski, przy drodze magistralnej M1.

## Historia
W XIX i w początkach XX w. wieś i folwark położone w Rosji, w guberni grodzieńskiej, w powiecie kobryńskim, w gminie Rohoźna (której wbrew nazwie nie była siedzibą - zarząd gminy mieścił się w Chwedkowiczach).
W dwudziestoleciu międzywojennym leżała w Polsce, w województwie poleskim, w powiecie kobryńskim, do 18 kwietnia 1928 w gminie Rohoźna, następnie w gminie Żabinka. W 1921 miejscowość liczyła 110 mieszkańców, zamieszkałych w 20 budynkach, w tym 82 Białorusinów, 16 Żydów, 7 Polaków i 5 Rosjan. 87 mieszkańców było wyznania prawosławnego, 16 mojżeszowego i 7 rzymskokatolickiego.
Po II wojnie światowej w granicach Związku Sowieckiego. Od 1991 w niepodległej Białorusi.